# Судите ме
„Судите ме” је југословенски ТВ филм из 1978. године. Режирао га је Иван Хетрих а сценарио је написао Недељко Фабрио по истоименом делу Аугуста Цесарца из 1922. године.

## Улоге
| Глумац             | Улога             |
| ------------------ | ----------------- |
| Амир Буквић        | Младић            |
| Звонимир Торјанац  | Господин компањон |
| Ана Марија Шутеј   | Соња              |
| Драган Миливојевић | Џон               |
| Јелица Влајки      | Мајка             |
| Павле Богдановић   |                   |
| Звонимир Ференчић  |                   |
| Милан Плећаш       |                   |
| Драгољуб Лазаров   |                   |
| Недим Прохић       |                   |

Остале улоге  ▼
| Глумац             | Улога |
| ------------------ | ----- |
| Илија Ивезић       |       |
| Бисерка Алибеговић |       |
| Марија Гемл        |       |
| Људевит Галић      |       |
| Мирко Швец         |       |
| Нада Абрус         |       |
| Тана Маскарели     |       |